# Macrothemis fallax
Macrothemis fallax är en trollsländeart som beskrevs av May 1998. Macrothemis fallax ingår i släktet Macrothemis och familjen segeltrollsländor. Inga underarter finns listade i Catalogue of Life.